# Alfredo Sabbadin
Alfredo Sabbadin (Caltana, Vèneto, 20 de enero de 1936 - Noale, 26 de marzo de 2016) fue un ciclista italiano que fue profesional entre 1957 y 1985. En su palmarés destacan tres victorias de etapa al Giro de Italia. Era hermano del también ciclista Arturo Sabbadin.

## Palmarés
- 1954 (amateur)
  - 1.º en el Gran Premio de la Industria y el Comercio de San Vendemiano
- 1955 (amateur))
  - 1.º en la Astico-Brenta
- 1956 (amateur)
  - 1.º en la Coppa Caldirola
- 1957
  - 1.º en el Giro de la Toscana
  - 1.º en el Giro del Ticino
  - Vencedor de una etapa del Giro de Italia
  - Vencedor de una etapa del Giro de Sicilia
- 1958
  - 1.º en el Giro de la Campania
  - 1.º en el Circuito de Maggiora
  - Vencedor de una etapa del Giro de Italia
  - Vencedor de una etapa de la Roma-Nápoles-Roma
- 1959
  - Vencedor de una etapa del Giro de Italia
- 1960
  - 1.º en el Giro del Piamonte
  - 1.º en el Gran Premio de la Industria y el Comercio de Prato
  - 1.º en el Trofeo Longines (contrarreloj por equipos, con Emile Daems, Rolf Grafo y Guido Carlesi)
- 1962
  - 1.º en la Coppa Sabatini

### Resultados en el Tour de Francia
- 1960. 41.º de la clasificación general
- 1962. 73.º de la clasificación general

### Resultados en el Giro de Italia
- 1957. 18.º de la clasificación general. Vencedor de una etapa
- 1958. Abandona (11.ª etapa). Vencedor de una etapa
- 1959. 15.º de la clasificación general. Vencedor de una etapa
- 1960. Abandona
- 1961. 25.º de la clasificación general
- 1962. Abandona
- 1965. 25º de la clasificación general